# Zimbru Stadion
A Zimbru Stadion egy 10 500 fő befogására alkalmas, 2006-ban átadott létesítmény Chişinăuban. Itt játssza hazai mérkőzéseit a város két csapata, a Dacia és a Zimbru, de a moldáv válogatott is itt fogadja ellenfeleit. A stadion minden nemzetközi előírásnak megfelel.

## Története
A stadion építése 2004 márciusában kezdődött meg és 2006 májusában fejeződött be. Az építés összesen 27 hónapig tartott, költsége 11 millió dollár volt.
A stadion megnyitó mérkőzésén, 2006. május 20-án a Zimbru Chişinău ellenfele az orosz Krilja Szovetov Szamara volt. A találkozó végeredménye 1–1 lett.
A 2010–11-es szezon végén itt ünnepelte története első bajnoki címét a Dacia Chişinău csapata.

## Magyar vonatkozású mérkőzések
A magyar labdarúgó-válogatott ezidáig egy alkalommal szerepelt a Zimbru Stadionban.
A 2008-as Eb-selejtezőkön egy csoportban szerepelt a magyar és a moldáv csapat, így kerülhetett sor a párharcra. A magyarországi mérkőzést 2007. március 28-án 2–0-ra nyerte a magyar válogatott. A "visszavágót" 2007. november 17-én játszották és a moldáv válogatott kisebb meglepetésre 3–0-ra győzött.
A 2012-es Eb-selejtezőkön újra egy csoportban szerepel a két ország. Magyarországon 2010. szeptember 7-én ezúttal 2–1-re nyert a hazai csapat, a moldovai mérkőzést 2011. szeptember 6-án rendezték, a végeredmény 2–0 lett a vendégcsapat javára.
| #  | Dátum               | Kiírás       | Hazai csapat | Vendégcsapat | Eredmény |
| -- | ------------------- | ------------ | ------------ | ------------ | -------- |
| 1. | 2007. november 17.  | Eb-selejtező | Moldova      | Magyarország | 3–0      |
| 2. | 2011. szeptember 6. | Eb-selejtező | Moldova      | Magyarország | 0–2      |

## Lásd még
- Dacia Chişinău
- Zimbru Chişinău